# Rosendo de Celanova
Rosendo de Celanova, Rudesindus, Rosendo Guterres (São Miguel do Couto, Santo Tirso, 26 de Novembro de 907 – Celanova, 1 de Março de 977) foi fundador e abade do Mosteiro de San Salvador de Celanova, bispo de Dume e administrador da sé compostelana. Figura política e religiosa sobranceira na Galiza do século X.

## Figura religiosa

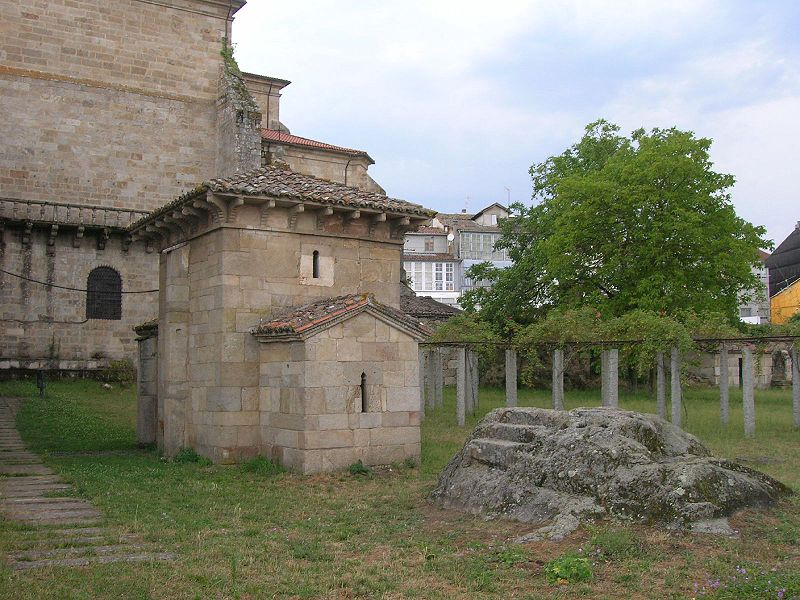
Capela pré-românica de São Miguel, único elemento arquitetônico conservado da fábrica original do Mosteiro de Celanova fundado por São Rosendo

Com um carisma espiritual reconhecido, deu um impulso decisivo ao monacato no Noroeste peninsular, no quadro da expansão beneditina na Europa. A sua marca percebe-se no mosteiro de Caaveiro no de Lourenzá e no de Portomarín. Fundou o Mosteiro de San Salvador de Celanova, dinamizador da cultura e o desenvolvimento dos reinos cristãos no limiar do ano mil além de participar na fundação de outros cenóbios. Após um mandato na diocese de Mondoñedo, decidiu abdicar para se retirar ao mosteiro da sua fundação. Foi ponderado pelo seu caráter paternal e a sua solicitude para os débeis e desvalidos.
Depois da sua morte, o povo galego e a Ordem Beneditina começaram espontaneamente um culto popular à sua figura, antes da sua canonização por Roma no século XII. Com certeza a nível popular já havia crenças nos seus milagres e culto às suas relíquias. A santificação contribuiu para ecoar o renome de São Rosendo. A sua memória incrementou e deu prestígio a Celanova, já que parte significativa dos tesouros das igrejas era possuir relíquias de santos. A cabeça do santo foi levada para Roma.

## Líder político

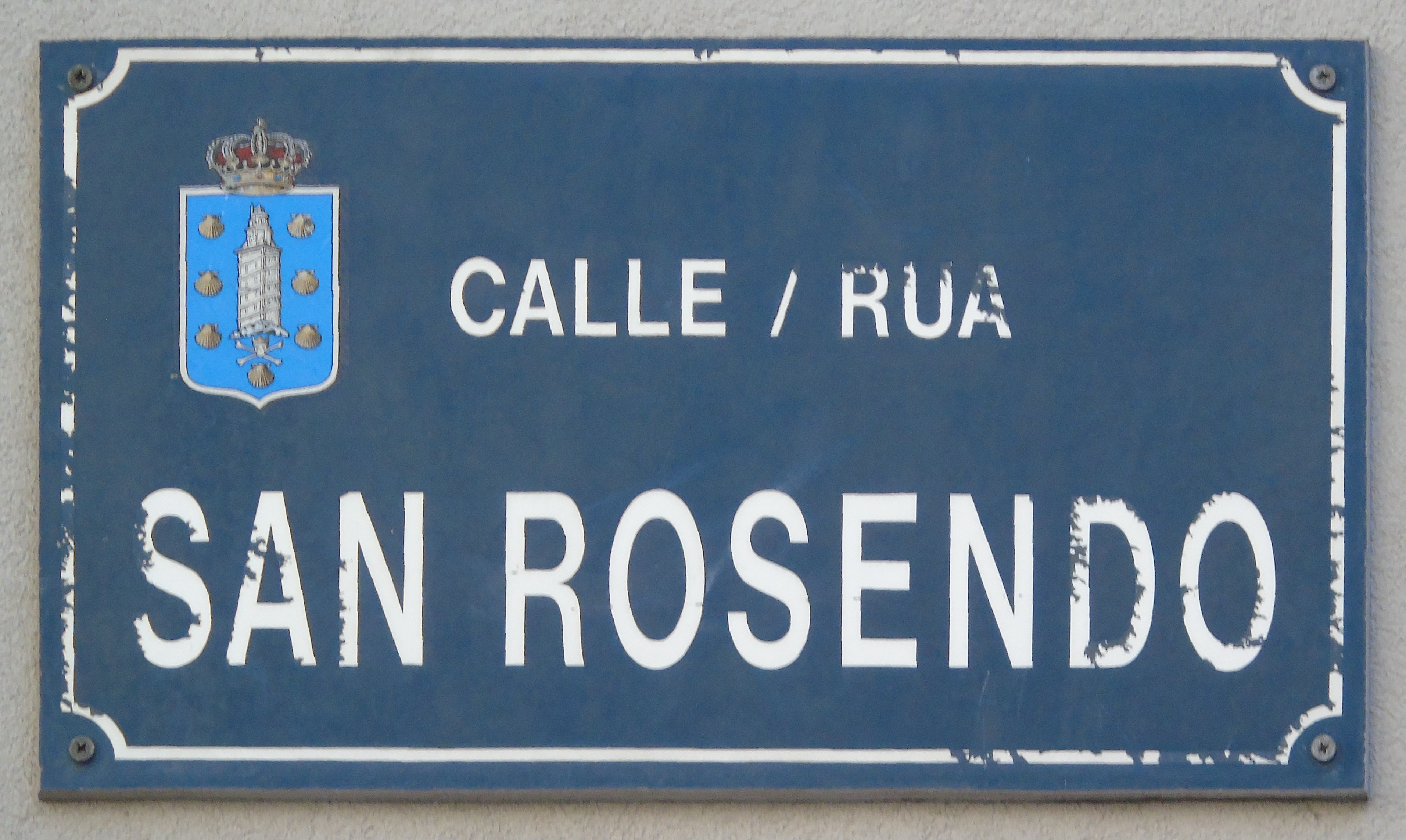
Rua São Rosendo na Corunha.

Filho de Guterre Mendes e Ildaura Eriz. Foi a máxima figura da família galega aparentada com os reis de Leão desde os tempos de Ordonho II e a rainha Elvira Mendes. Como tal, exerceu de árbitro político nas lutas entre os reis Ordonho IV e Sancho I, ambos coroados em Santiago de Compostela.
Os reis galego-leoneses confiaram o governo duma terra agitada pela rebelião e a conspiração. Liderou a nobreza galega na sua luta contra a invasão dos normandos de Gunderedo (968) Sancho I nomeou-o administrador apostólico da diocese de Iria Flávia-Santiago de Compostela, cargo que exerceu entre 968 e 977, até ao envenenamento do rei pelos nobres galaico-portugueses.
A partir desse momento retirou-se para Celanova até à sua morte em 1 de Março de 977.

## Legado
No Museu da Catedral de Ourense há uma secção ou sala que é conhecida como o "Tesouro de São Rosendo" e entre as peças, que a compõem, destaca-se o Báculo de São Rosendo.
Um cenóbio terá sido fundado por ele no Monte Córdova e onde resistem alguns vestígios de um templo alto-medieval católico a ele consagrado.